# 第1次小泉内閣 (第1次改造)
第1次小泉第1次改造内閣（だいいちじ こいずみ だいいちじかいぞうないかく）は、衆議院議員・自由民主党総裁の小泉純一郎が第87代内閣総理大臣に任命され、2002年（平成14年）9月30日から2003年（平成15年）9月22日まで続いた日本の内閣。
前の第1次小泉内閣の改造内閣である。

## 内閣の顔ぶれ・人事
小泉首相は金融担当大臣を柳澤伯夫から竹中平蔵に交代させた（経済財政政策担当大臣兼任）。
10月15日に5人の北朝鮮拉致被害者の帰国が実現し、電撃訪朝前の2002年8月に日本経済新聞調査で支持率が44％まで下落していたが、10月には61％まで回復した。
2003年4月1日に農林水産大臣の大島理森が秘書の口利き疑惑で辞任、後任に江藤・亀井派の中川昭一元農水相を「一本釣り」をしようとしたが同派の会長江藤隆美が待ったをかけて後任人事に協力を拒んだ。後任の農相には亀井善之が就任した。

### 国務大臣
| 職名                                                                          | 氏名       | 氏名 | 所属                               | 特命事項等                       | 備考           |
| ----------------------------------------------------------------------------- | ---------- | ---- | ---------------------------------- | -------------------------------- | -------------- |
| 内閣総理大臣                                                                  | 小泉純一郎 |      | 衆議院 自由民主党                  |                                  | 自由民主党総裁 |
| 総務大臣                                                                      | 片山虎之助 |      | 参議院 自由民主党 （橋本派）       |                                  | 留任           |
| 法務大臣                                                                      | 森山眞弓   |      | 衆議院 自由民主党 （高村派）       |                                  | 留任           |
| 外務大臣                                                                      | 川口順子   |      | 民間                               |                                  | 留任           |
| 財務大臣                                                                      | 塩川正十郎 |      | 衆議院 自由民主党 （森派）         |                                  | 留任           |
| 文部科学大臣                                                                  | 遠山敦子   |      | 民間                               | 国立国会図書館連絡調整委員会委員 | 留任           |
| 厚生労働大臣                                                                  | 坂口力     |      | 衆議院 公明党                      |                                  | 留任           |
| 農林水産大臣                                                                  | 大島理森   |      | 衆議院 自由民主党 （高村派）       |                                  | 2003年4月1日免 |
| 農林水産大臣                                                                  | 亀井善之   |      | 衆議院 自由民主党 （山崎派）       |                                  | 2003年4月1日命 |
| 経済産業大臣                                                                  | 平沼赳夫   |      | 衆議院 自由民主党 （江藤・亀井派） | 国際博覧会担当                   | 留任           |
| 国土交通大臣                                                                  | 林寛子     |      | 参議院 保守党                      | 首都機能移転担当                 | 留任           |
| 環境大臣                                                                      | 鈴木俊一   |      | 衆議院 自由民主党 （堀内派）       | 地球環境問題担当                 | 初入閣         |
| 内閣官房長官 内閣府特命担当大臣 （男女共同参画担当）                          | 福田康夫   |      | 衆議院 自由民主党 （森派）         |                                  | 留任           |
| 国家公安委員会委員長 内閣府特命担当大臣 （産業再生機構担当 食品安全担当）     | 谷垣禎一   |      | 衆議院 自由民主党 （小里派）       |                                  |                |
| 防衛庁長官                                                                    | 石破茂     |      | 衆議院 自由民主党 （橋本派）       |                                  | 初入閣         |
| 内閣府特命担当大臣 （沖縄及び北方対策担当 個人情報保護担当 科学技術政策担当） | 細田博之   |      | 衆議院 自由民主党 （森派）         | 情報通信技術（IT）担当           | 初入閣         |
| 内閣府特命担当大臣 （金融担当 経済財政政策担当）                              | 竹中平蔵   |      | 民間                               |                                  | 留任           |
| 内閣府特命担当大臣 （規制改革担当）                                           | 石原伸晃   |      | 衆議院 自由民主党 （無派閥）       | 行政改革担当                     | 留任           |
| 内閣府特命担当大臣 （防災担当 構造改革特区担当）                              | 鴻池祥肇   |      | 参議院 自由民主党 （無派閥）       |                                  | 初入閣         |

※谷垣国務大臣の「内閣府特命担当大臣（産業再生機構担当）」を命ずる辞令の発令は2003年（平成15年）4月10日で、それ以前は内閣官房の担当大臣としての「産業再生機構（仮称）担当大臣」であった。また、「内閣府特命担当大臣（食品安全担当）」を命ずる辞令の発令は2003年（平成15年）7月1日で、それ以前は内閣官房の担当大臣としての「食品安全委員会（仮称）担当大臣」であった。
※細田国務大臣の「内閣府特命担当大臣（個人情報保護担当）」を命ずる辞令の発令は2003年（平成15年）6月6日。

### 内閣官房副長官等
- 内閣官房副長官［政務］ - 安倍晋三
- 内閣官房副長官［政務］ - 上野公成
- 内閣官房副長官［事務］ - 古川貞二郎
- 内閣危機管理監 - 杉田和博
- 内閣法制局長官 - 秋山收

### 内閣総理大臣補佐官
- 内閣総理大臣補佐官［都市再生担当］ - 牧野徹
- 内閣総理大臣補佐官［行政改革、食品安全委員会（仮称）担当］- 根本匠：2002年（平成14年）10月2日
- 内閣総理大臣補佐官［イラク担当］ - 岡本行夫：2003年（平成15年）4月15日

※根本内閣総理大臣補佐官の担当職務のうち［食品安全委員会（仮称）］は、2003年（平成15年）7月1日解除。

### 副大臣
改造2日後の2002年（平成14年）10月2日発足。
- 内閣府副大臣 - 伊藤達也、根本匠、米田建三
- 防衛庁副長官 - 赤城徳彦
- 総務副大臣 - 加藤紀文、若松謙維
- 法務副大臣 - 増田敏男
- 外務副大臣 - 茂木敏充、矢野哲朗
- 財務副大臣 - 谷口隆義、小林興起
- 文部科学副大臣 - 河村建夫、渡海紀三朗
- 厚生労働副大臣 - 鴨下一郎、木村義雄
- 農林水産副大臣 - 北村直人、太田豊秋
- 経済産業副大臣 - 高市早苗、西川太一郎
- 国土交通副大臣 - 中馬弘毅、吉村剛太郎
- 環境副大臣 - 弘友和夫

### 大臣政務官
改造4日後の2002年（平成14年）10月4日発足。
- 内閣府大臣政務官 - 大村秀章、木村隆秀、阿南一成
- 防衛庁長官政務官 - 小島敏男、佐藤昭郎
- 総務大臣政務官 - 岩永峯一、吉田六左ェ門、岸宏一
- 法務大臣政務官 - 中野清
- 外務大臣政務官 - 新藤義孝、土屋品子、日出英輔
- 財務大臣政務官 - 田中和徳、森山裕
- 文部科学大臣政務官 - 池坊保子、大野松茂
- 厚生労働大臣政務官 - 渡辺具能、森田次夫
- 農林水産大臣政務官 - 熊谷市雄、渡辺孝男
- 経済産業大臣政務官 - 桜田義孝、西川公也
- 国土交通大臣政務官 - 高木陽介、岩城光英、鶴保庸介
- 環境大臣政務官 - 望月義夫